# 奥村武雄
奥村武雄（1920年2月—1943年9月22日），日本海军的战斗机飞行员，在世时的最终阶级是上等飞行兵曹，战死后追晉飞行兵曹长。出生于福井县，服役時总击落数为54架。